# Општина Урошевац
Општина Урошевац је општина у Републици Србији, у АП Косово и Метохија, која припада Косовском управном округу. Површина општине је 344 km².
Насељена места у општини су: Бабљак, Балић, Биба, Бурник, Варош Село, Гатње, Горње Неродимље, Гребно, Грлица, Догањево, Доње Неродимље, Драмњак, Заскок, Златаре, Језерце, Јерли Прелез, Јерли Талиновац, Камена Глава, Косин, Кошаре, Лашкобаре, Манастирце, Миросавље, Мухаџер Прелез, Мухаџер Талиновац, Муховце, Некодим, Нови Мираш, Папаз, Плешина, Појатиште, Рака, Раховица, Сазлија, Сврчина, Сливово, Сојево, Софтовић, Српски Бабуш, Стари Мираш, Старо Село, Стојковић, Танкосић, Трн, Урошевац и Црнило.